# Gustaf Adolph Sparre
För andra personer med detta namn, se Gustaf Adolf Sparre.
Gustaf Adolph Sparre, född 13 mars 1649 i Stockholm, död 12 januari 1692, var en svensk friherre och amiral. Han var son till riksrådet Axel Carlsson Sparre och Margareta Oxenstierna af Korsholm och Wasa samt bror till Gabriel och Carl Sparre samt fältmarskalkarna och grevarna Axel och Erik Sparre.
Sparre deltog i det för svensk del katastrofala slaget vid Ölands södra udde 1676. Trots detta blev han befordrad till amirallöjtnant samma år. Året därpå blev han svårt skadad i sjöslaget vid Köge bukt där danska flottan åter besegrade den svenska. År 1678 undersökte han tillsammans med amiralen Erik Carlsson Siöblad möjligheterna till att förlägga en flotta till blekingskären, vilket väsentligt bidrog till beslutet att anlägga Karlskrona örlogsbas som 1680 blev svenska flottans huvudstation. Sparre utnämndes till viceamiral 1680 och amiral 1690. 
Sparre var gift med Elisabet Anna Stiernsköld från 1670 och hade bland annat följande barn:
- Margareta Elisabet Sparre (1671–1724), gift med amiralen Kornelius Ankarstierna
- Claes Sparre af Söfdeborg (1673–1733), greve och överamiral
- Anna Magdalena Sparre (1675–1756), gift med amiralen Carl Ruuth